# Nordamerikanische Altkatholische Kirche
Die Nordamerikanische Altkatholische Kirche (North American Old Catholic Church, NAOCC) war bis 2013 eine unabhängige katholische Kirche in den Vereinigten Staaten. Obwohl sie nicht zur Utrechter Union der Altkatholischen Kirchen gehörte, teilte sie weitestgehend deren Lehre, Kirchenverfassung und Ekklesiologie.

## Entstehung und Verbreitung
Sie wurde im Januar 2007 auf einer Versammlung in Louisville (Kentucky) gegründet. Im August 2010 bestanden Gemeinden in den USA in New Haven (Connecticut), Bear (Delaware), New Port Richey, Port St. Lucie, Kissimmee (alle Florida), Baltimore (Maryland), Somerset (Massachusetts), Mount Clemens (Michigan), Brookline, Littleton (beide New Hampshire), New York City (New York), Providence (Rhode Island), Memphis (Tennessee) und Dallas (Texas) sowie in Washington, D.C. Ferner gibt es eine Gemeinde in Ontario (Kanada).

## Liturgie
Die North American Old Catholic Church benutzt das alt-katholische Eucharistiebuch als Grundlage ihrer regulären Liturgie, sie erlaubt jedoch den Ortsgemeinden den Gebrauch traditioneller westlicher Liturgieformen, wie sie in anderen Kirchen üblich sind, so etwa der Tridentinischen Messe, des anglikanischen Book of Common Prayer und des römischen Messbuchs in der gegenwärtigen Fassung.

## Theologische Auffassungen
Sie unterstreicht den inklusiven Charakter des Evangeliums und öffnet sich für Behinderte, Homosexuelle und Menschen aller gesellschaftlichen Schichten ungeachtet ihrer politischen Ausrichtung. Verheiratete, Frauen und homosexuell lebende Menschen haben in ihr Zugang zu allen kirchlichen Ämtern.

## Organisation
Die Leitung der Kirche liegt bei der General Episcopal Synod (Bischöfliche Generalsynode) und einem Corporate Board of Directors (Kirchenleitung). 
Die Bischöfliche Generalsynode besteht aus allen aktiven und emeritierten Bischöfen, dem Rektor des St Wolbodo Seminary sowie den Ordensoberen, die der Gemeinschaft angehören, und tagt alle drei Jahre.
Die Kirchenleitung, die aus Klerikern und Laien besteht, tagt jährlich und regelt die administrativen und finanziellen Angelegenheiten, wie auch alle gesetzlich vorgeschriebenen Aufgaben einer Körperschaft.
Zwischen den Tagungen der Synode nimmt ein Executive Committee bei zweimonatlichen Treffen die laufenden Verwaltungsaufgaben wahr. Es besteht aus Klerikern, die in den verschiedenen Bereichen Verwaltungsaufgaben wahrnehmen.
Oberster Repräsentant der Kirche ist der Leitende Bischof, Erzbischof Michael Seneco, der im Januar 2007 in Louisville hierzu gewählt wurde. Ein Generalvikar und ein Koadjutor stehen ihm dabei zur Seite.